# Gulmurod Salimovič Chalimov
Gulmurod Salimovič Chalimov (tádžicky Гулмурод Салимович Ҳалимов; 14. května 1975 Varzob – 8. září 2017 Dajr az-Zaur) byl tádžický terorista.

## Rodina
Gulmurod Chalimov měl dvě manželky a 8 dětí. Když konvertoval k islámu, následovala ho jeho druhá manželka a čtyři neplnoleté děti. Měl bratra Saidmuroda Chalimova.

## Úmrtí
Zahynul 8. září 2017 v důsledku leteckého náletu vojenských vzdušných sil Ruska na objekt v blízkosti syrského města Dajr az-Zaur ve svých 42 letech.